# Acacia pinguiculosa
Acacia pinguiculosa é uma espécie de leguminosa do gênero Acacia, pertencente à família Fabaceae.